# Penny press
Penny press газети були дешевими, бульварні газети масово вироблялися США з 1830-х років і далі. Масове виробництво недорогих газет стало можливим після переходу від ручного друку до парового друку. Відомі тим, що коштували один цент, тоді як інші газети коштували близько шести центів, пенні газетні газети були революційними, зробивши новини доступними для громадян середнього класу за розумною ціною.